# Lijst van voetbalinterlands Brazilië - IJsland (vrouwen)
Deze lijst van voetbalinterlands is een overzicht van alle officiële voetbalinterlands tussen de nationale vrouwenteams van Brazilië en IJsland. De landen hebben tot nu toe één keer tegen elkaar gespeeld.

## Wedstrijden
| № | Plaats    | Datum        | Competitie        | Wedstrijd          | Uitslag |
| - | --------- | ------------ | ----------------- | ------------------ | ------- |
| 1 | Reykjavik | 13 juni 2017 | Vriendschappelijk | IJsland − Brazilië | 0 − 1   |

## Samenvatting
| Competitie        | Totaal gespeeld | Winst Brazilië | Gelijk | Winst IJsland | Doelsaldo Brazilië – IJsland |
| ----------------- | --------------- | -------------- | ------ | ------------- | ---------------------------- |
| Vriendschappelijk | 1               | 1              | 0      | 0             | 1 − 0                        |
| Totaal            | 1               | 1              | 0      | 0             | 1 − 0                        |